# Asaccus gallagheri
Asaccus gallagheri är en ödleart som beskrevs av  Arnold 1972. Asaccus gallagheri ingår i släktet Asaccus och familjen geckoödlor. IUCN kategoriserar arten globalt som livskraftig. Inga underarter finns listade i Catalogue of Life.